# Companhia da Zambézia
| Companhia da Zambézia                                                     | Companhia da Zambézia |
| ------------------------------------------------------------------------- | --------------------- |
| Maquival, Bahnhof der Schmalspurbahn S. Domingos, Bahnhof und Lokschuppen |                       |
| Streckenlänge:                                                            | 21,141 km             |
| Spurweite:                                                                | 600 mm (Schmalspur)   |
|                                                                           |                       |

Die Companhia da Zambézia war die dritte Leasinggesellschaft der portugiesischen Kolonie Mosambik in der an Nordrhodesien angrenzenden Region Chire, die von Nyasaland, Zumbo und Luenha begrenzt wurde. Die Gesellschaft widmete sich vor allem der Landwirtschaft und Viehzucht sowie der Salzgewinnung. Im Agrarsektor betrieb das Unternehmen Palmen-, Sisal- und Maisplantagen.

## Geschichte
Das Unternehmen wurde am 25. Mai 1892 gegründet. Es war bezogen auf seine Fläche das größte Unternehmen in Mosambik.

## Schmalspurbahn
Die Companhia da Zambézia betrieb um 1925 eine Schmalspurbahn  mit einer Spurweite von 600 mm. Die Schmalspurbahn war 21,141 Kilometer lang. Drei von der Lokomotivfabrik Krauss & Comp. in München hergestellte Lokomotiven zogen 140 Loren (vagonetas), zwölf Güterwagen (vagons), zwei Personenwagen (carruagens), zwei Fourgolls und 20 Charriots.

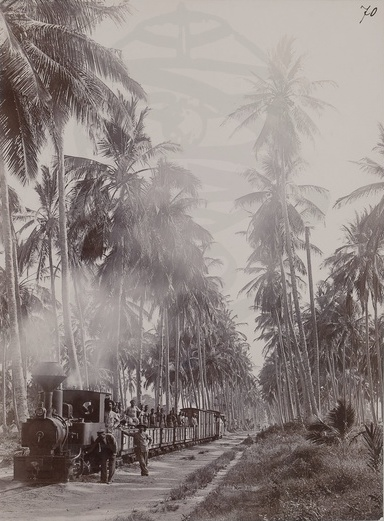
Palmenplantage in Coalane
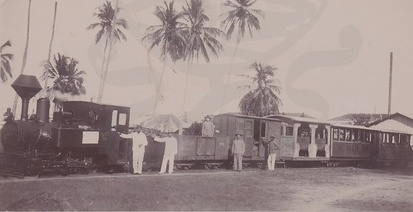
Gemischter Personen- und Güterverkehr in Quelimane
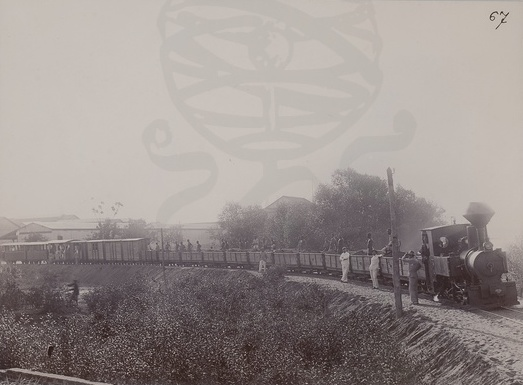
Personen- und Güterzug an der Avenida Castilho in Terrone